# 2015年NBA總決賽
2015年NBA總决赛是2014-15 NBA賽季的最後一輪系列賽，於2015年6月4日至6月18日進行，由東部聯盟冠軍克里夫蘭騎士對上西部聯盟冠軍金州勇士，比賽採用七戰四勝制2-2-1-1-1的形式。
騎士事隔8年後回歸NBA總決賽，勇士則是40年後再次打進NBA總決賽。
如果勇士勝出本次系列賽，將會奪得隊史第四個總冠軍，反之騎士將會奪得隊史首個總冠軍。
本賽季總決賽堪稱史上最慘烈的總決賽，騎士方面凱文•樂福第一輪就因為肩膀脫臼，宣布賽季報銷；凱里·厄文也在總決賽第一戰左膝骨折，同樣賽季報銷。
三大主力欠缺兩位，縱使雷霸龍•詹姆斯傾其所有力挽狂瀾，以平均45.7分鐘的上場時間繳出35.8分、13.3籃板、8.8助攻、4.0抄截以及2.0阻攻的驚人數據，騎士最終仍以2：4不敵勇士，痛失總冠軍。

### 季後賽成績
| 克里夫蘭騎士                                      | 克里夫蘭騎士 | 金州勇士   | 金州勇士                                          |
| ------------------------------------------------- | ------------ | ---------- | ------------------------------------------------- |
| 53-29 (.646)/東岸第二，中部賽區冠軍，全聯盟第七名 | 常規賽       | 常規賽     | 67-15 (.817)/西岸第一，太平洋賽區冠軍，常規賽冠軍 |
| 4-0擊敗波士頓塞爾提克                             | 第一輪       | 第一輪     | 4-0擊敗紐奧良鵜鶘                                 |
| 4-2擊敗芝加哥公牛                                 | 分區半決賽   | 分區半決賽 | 4-2擊敗曼菲斯灰熊                                 |
| 4-0擊敗亞特蘭大老鷹                               | 分區決賽     | 分區決賽   | 4-1擊敗休士頓火箭                                 |

## 常規賽比數
克里夫蘭騎士和金州勇士各在主場拿下勝利。
| 2015年1月9日 |

| Recap |

| 克里夫蘭騎士 94–112 金州勇士 |

| 2015年2月26日 |

| Recap |

| 金州勇士 99–110 克里夫蘭騎士 |

## 比賽摘要
所有時間為美國東岸時間(北美东部时区)。(UTC−4)
| 6月4日 9:00 pm |

| Boxscore |

| 克里夫蘭騎士 100–108 金州勇士（OT）                                     |  |                                                                   |
| 每節分數： 29–19、22–29、22–25、25–25、： 2–10                          |  |                                                                   |
| 得分： 雷霸龍·詹姆士 44 篮板： 特里斯坦·湯普森 15 助攻： 厄文、詹姆士 6 |  | 得分： 斯蒂芬·科里 26 篮板： 安德魯·博古特 9 助攻： 斯蒂芬·科里 8 |

| 6月7日 8:00 pm |

| Boxscore |

| 克里夫蘭騎士 95–93 金州勇士（OT）                                       |  |                                                                    |
| 每節分數： 20–20、27–25、15–14、25–28、： 8–6                           |  |                                                                    |
| 得分： 雷霸龍·詹姆士 39 篮板： 雷霸龍·詹姆士 16 助攻： 雷霸龍·詹姆士 11 |  | 得分： 克雷·湯普森 34 篮板： 安德魯·博古特 10 助攻： 斯蒂芬·科里 5 |

| 6月9日 9:00 pm |

| Boxscore |

| 金州勇士 91–96 克里夫蘭騎士                                      |  |                                                                          |
| 每節分數： 20–24、17–20、18–28、36–24                            |  |                                                                          |
| 得分： 斯蒂芬·科里 27 篮板： 艾澤里、格林 7 助攻： 斯蒂芬·科里 6 |  | 得分： 雷霸龍·詹姆士 40 篮板： 特里斯坦·汤普森 13 助攻： 雷霸龍·詹姆士 8 |

| 6月11日 9:00 pm |

| Boxscore |

| 金州勇士 103–82 克里夫蘭騎士                                                     |  |                                                                            |
| 每節分數： 31–24、23–18、22–28、27–12                                            |  |                                                                            |
| 得分： 科里、伊格達拉 22 篮板： 伊格達拉、巴恩斯、李文斯頓 8 助攻： 科里、格林 6 |  | 得分： 季莫費·莫兹戈夫 28 篮板： 特里斯坦·汤普森 13 助攻： 雷霸龍·詹姆士 8 |

| 6月14日 8:00 pm |

| Boxscore |

| 克里夫蘭騎士 91–104 金州勇士                                            |  |                                                                        |
| 每節分數： 22–22、28–29、17–22、24–31                                   |  |                                                                        |
| 得分： 雷霸龍·詹姆士 40 篮板： 雷霸龍·詹姆士 14 助攻： 雷霸龍·詹姆士 11 |  | 得分： 斯蒂芬·科里 37 篮板： 哈里森·巴恩斯 10 助攻： 安德烈·伊格達拉 7 |

| 6月16日 9:00 pm |

| Boxscore |

| 金州勇士 105–97 克里夫蘭騎士                                             |  |                                                                        |
| 每節分數： 28–15、17–28、28–18、32–36                                    |  |                                                                        |
| 得分： 科里、伊格達拉 25 篮板： 德雷蒙德·格林 11 助攻： 德雷蒙德·格林 10 |  | 得分： 雷霸龍·詹姆士 32 篮板： 雷霸龍·詹姆士 18 助攻： 雷霸龍·詹姆士 9 |
| 勇士4–2擊敗騎士 奪得2015年NBA總冠軍                                      |  |                                                                        |

## 外部連結
- 2015年NBA总决赛官方网站